# 寒川南インターチェンジ
寒川南インターチェンジ（さむかわみなみインターチェンジ）は、神奈川県高座郡寒川町にある首都圏中央連絡自動車道のインターチェンジである。

## 概要

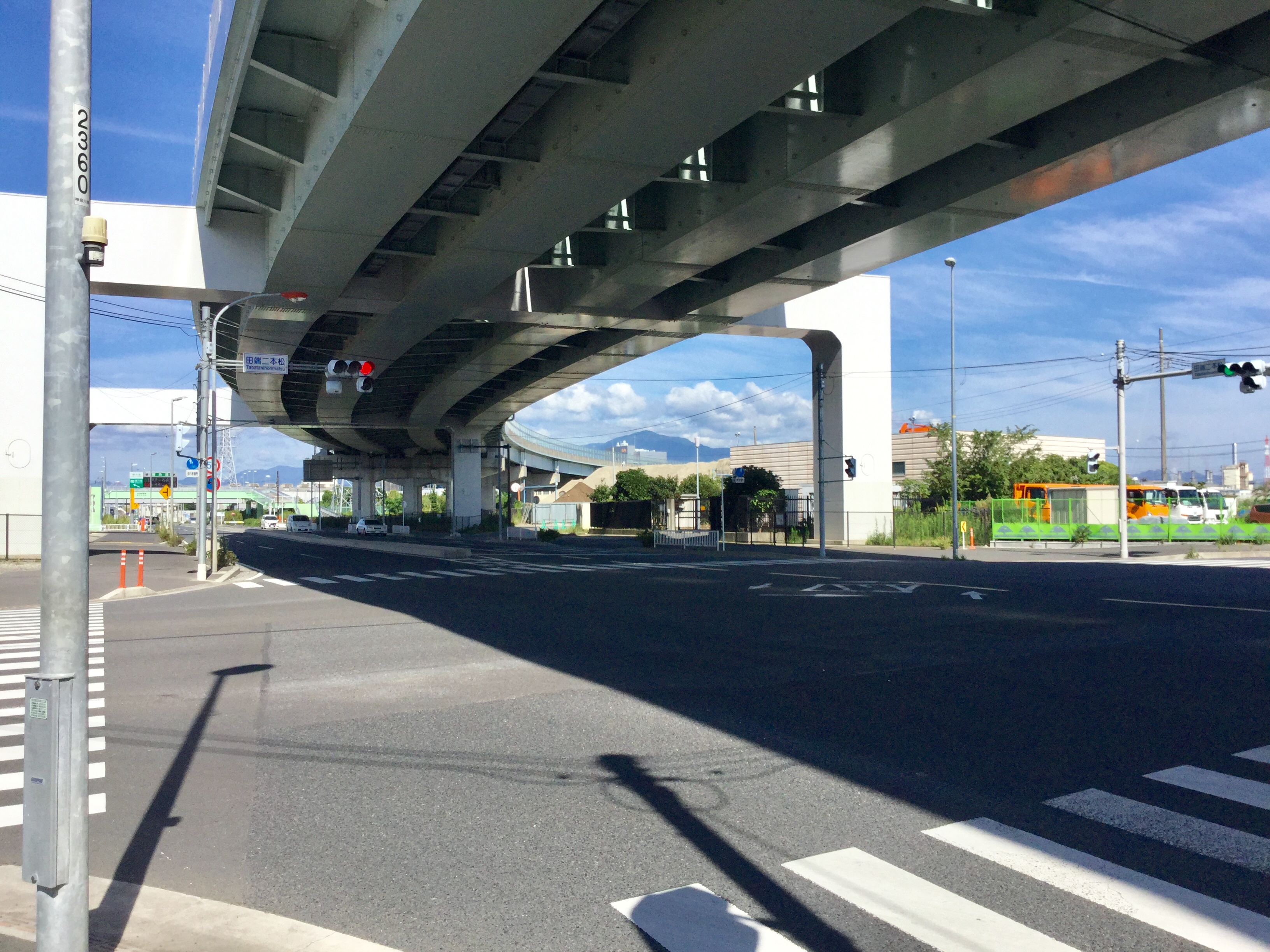
「田端二本松」交差点付近

寒川南インターチェンジは、神奈川県高座郡寒川町にある圏央道のインターチェンジで、海老名・八王子方面のみ通行できるハーフインターチェンジである。施行時特例市である平塚市中心市街と茅ヶ崎市に最も近い圏央道のインターチェンジでもある。
寒川南インターチェンジ周辺では、寒川町により工業系を中心とする土地区画整理事業である「田端西地区まちづくり」が計画されており、神奈川県道44号伊勢原藤沢線と、神奈川県道46号相模原茅ヶ崎線が交わる「交通結節点」としての機能を有することから、「21世紀型インターチェンジ周辺整備のまちづくり」をコンセプトに掲げている。
同様の土地区画整理事業は、南隣の茅ヶ崎市萩園地区でも計画されている。

## 歴史
- 2012年（平成24年）
  - 5月15日 - 当ICの名称が「寒川南IC」に正式決定[3]。
  - 11月　- 「寒川町田端西地区土地区画整理事業設立準備会」を設立。
- 2013年（平成25年）
  - 4月13日 - 「開通記念ウォーキングを開催」
  - 4月14日 - 茅ヶ崎JCT - 寒川北IC間開通に伴い、供用開始[4]。
- 2015年（平成27年）
  - 5月1日 - 「茅ヶ崎市萩園字上ノ前地区土地区画整理組合」を設立。
- 2025年（令和7年）
  - 3月26日 - 料金所がETC専用になる[5]。

## 周辺
- 寒川駅南口
- 平塚中心市街
- ららぽーと湘南平塚
- 平塚市総合公園
- 寒川町立南小学校
- 寒川町立寒川中学校

## 接続する道路
- 直接接続
  - C4首都圏中央連絡自動車道(26番)
  - 神奈川県道44号伊勢原藤沢線

- 間接接続
  - 神奈川県道46号相模原茅ヶ崎線

## 隣
C4 首都圏中央連絡自動車道（さがみ縦貫道路）
茅ヶ崎中央IC（藤沢方面出入口） - (25)茅ヶ崎JCT - (26)寒川南IC - (27)寒川北IC
内回りについては当ICを過ぎると、新湘南バイパスの藤沢ICか茅ヶ崎西ICまで一般道には出られない。